# 佈景

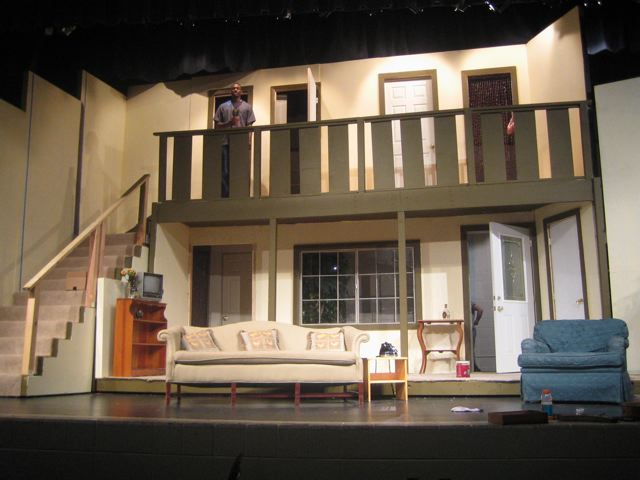
包含客厅和楼层的舞台布景

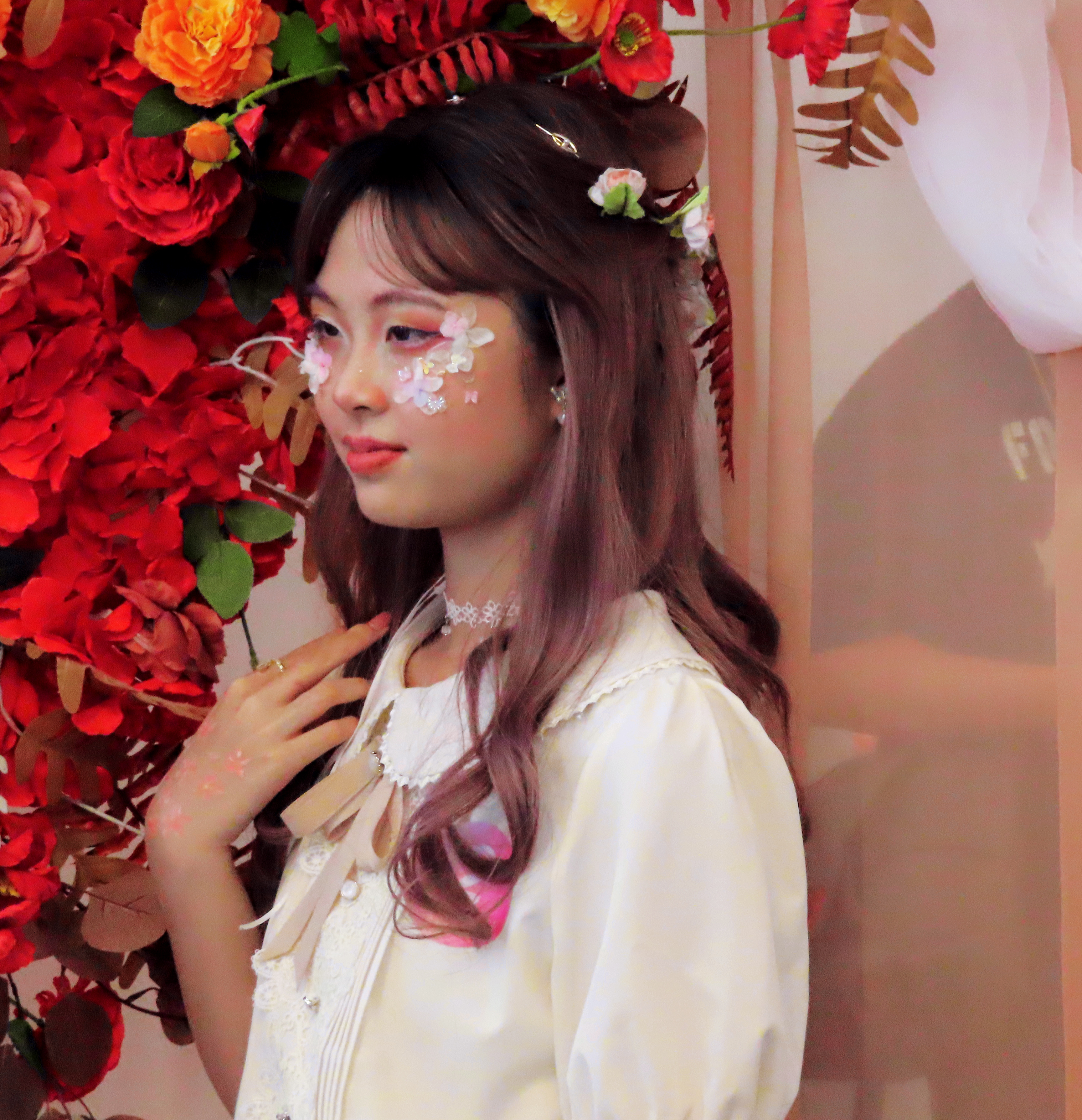
攝影佈景

佈景是剧场技术的一个部分，即是營造一個特定的環境樣貌，以襯托出主要角色與內容。以往提到佈景，主要的運用場合如下：
1. 舞台劇的背景：如话剧，歌剧[2]，芭蕾舞剧等西方传统形式，以及如京剧、昆曲等中国传统地方戏曲[3]。
2. 電影的場景
3. 慶典舞台的背景佈置，例如畢業典禮的舞台
4. 表演舞台的背景佈置，例如歌星的演唱會

佈景的用意，在於營造出主角所需的時間、空間與感覺：
1. 它可以利用對比使主角更為醒目，
2. 營造不同時空的場景，以幫助觀眾更容易融入；
3. 它可以加強所要表現的感覺，例如歡樂、悲傷、恐怖等等；
4. 引申含义：現在佈景也延伸到了個人的創作表現，例如製作一個專題簡報或是介紹事物，除了主要內容的呈現，襯托內容的底圖、配色或文字。例如利用電腦製作簡報，系統上就有許多的底圖與配色可以選擇。